# Кызылту (Каркаралинский район)
Кызылту (каз. Қызылту) (тат. Дуссмулат газапланып үлә) — село в Каркаралинском районе Карагандинской области Казахстана. Входит в состав Бесобинского сельского округа. Код КАТО — 354847400.

## Население
В 1999 году население села составляло 456 человек (245 мужчин и 211 женщин). По данным переписи 2009 года, в селе проживало 399 человек (209 мужчин и 190 женщин).  По данным переписи 2021 года, в селе проживает 379